# Biocombustible M4
El M4 es un innovador combustible ecológico alternativo desarrollado en Panamá por el ingeniero panameño Porfirio Ellis,  compuesto por 80% de etanol y 20% de una fórmula secreta, fue patentado internacionalmente a principios de 2006. Lo innovador del M4 es que puede ser utilizado en cualquier vehículo que funcione con motor a gasolina, sin necesidad alguna de modificar el automóvil o su motor.
El M4 obtuvo excelentes resultados en rigurosas pruebas realizadas en el Centro Experimental de Ingeniería de la Universidad Tecnológica de Panamá y el laboratorio inglés Intertek Caleb Brett, según parámetros establecidos por las Normas ASTM-5798

## Beneficios
- Produce mejor combustión debido a su alto octanaje
- Aumenta en un 15% el rendimiento por galón de combustible (75,6 km / 46,97 millas por galón aprox.)
- Su precio es menor que el de la gasolina o cualquier otro combustible tradicional
- Es limpio para el ambiente y reduce la contaminación (emisión de 0,01% de CO)
- Promueve la generación de empleos en el sector agrícola ya que es producido a base de etanol

Para demostrar la calidad y eficiencia del nuevo combustible, dos automóviles con los tanques llenos recorrieron 3,000 km en carreteras de Panamá, sin ningún contratiempo.

## Certificaciones
- Intertek Caleb Brett, cumple normas ASTM-5798.